# Fojtský hudební kout

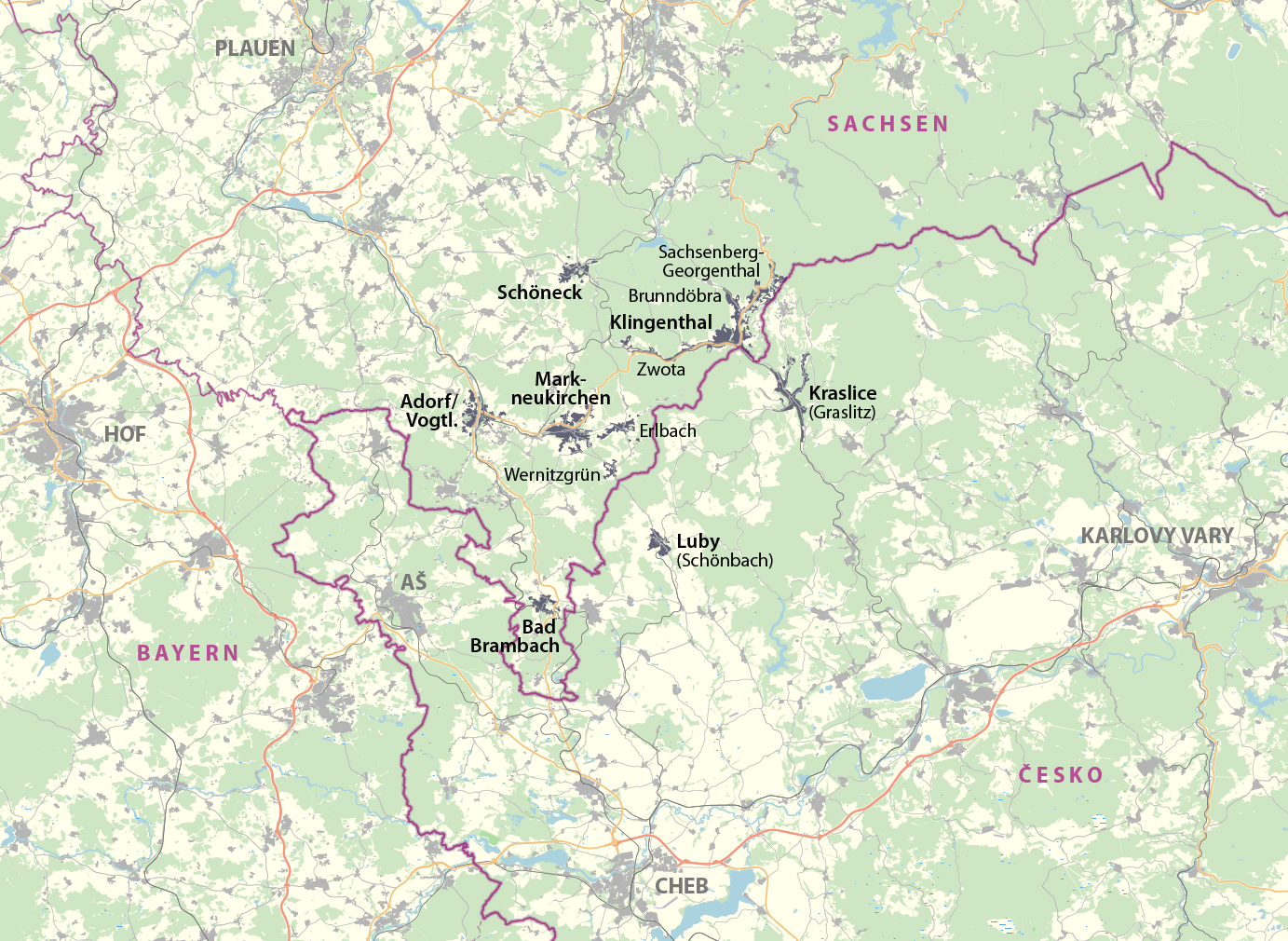
Musikwinkel (Hudební kout)

Fojtský hudební kout (též koutek) neboli německy Vogtländischer Musikwinkel, dnes také Musicon Valley je část historického území Fojtsko na českoněmeckém pomezí. Rozkládá se mezi městy Markneukirchen a Klingenthal a obcemi Erlbach a Schöneck v Sasku na německé straně a Luby a Kraslice na české straně hranice. Až do 2. světové války byl tento kout centrem výroby hudebních nástrojů. 
Autorem termínu Musikwinkel je klingenthalský básník Max Schmerler, který se po celý život intenzivně zabýval jazykem a folklórem Fojtska a zdejší oblast ve dvou publikacích z let 1914 a 1923 nazval „saský hudební kout”.
V regionu kolem Markneukirchenu je výroba hudebních nástrojů společensko-kulturní základnou pro další oblasti: četné amatérské orchestry, mezinárodní hudební soutěže a mistrovské kurzy pro studenty hudby.

## Historie

Série poštovník známek NDR s námětem „Staré hudební nástroje z Fojtska“

Výroba hudebních nástrojů má ve Fojtsku dávnou tradici. Její počátky sahají až někam do doby bitvy na Bílé hoře, po níž do Saska uprchli v rámci protireformace z Kraslicka čeští houslaři, kteří vyznávali protestantismus. Nicméně za „zrození“ tohoto hudebního koutu se obecně pokládá rok 1677, kdy 12 houslařských mistrů založilo v Markneukirchenu cech. K výrobě houslí se postupně přidala i výroba smyčců a strun. Ruku v ruce s tím se rozvíjela i výroba kytar a citer.
Na přelomu 18. století se v oblasti usadili rovněž výrobci dřevěných dechových nástrojů a lesních rohů. Koncem 18. století se už zdejší výroba natolik rozrostla, že dokázala nástrojově pokrýt potřeby celého orchestru. Tento rozvoj vyvolal potřebu dalších výrobních kapacit, a proto se výroba rozšířila i do sousedního Adorfu a Bad Brambachu.  
V 2. polovině 19. století, přesněji od roku 1829, se v Klingenthalu začalo s výrobou tahacích a foukacích harmonik. To přineslo regionu značný blahobyt. Na přelomu 20. století pocházela z oblasti Fojtského hudebního koutu téměř polovina světové produkce hudebních nástrojů. To byl také důvod, proč byl v Markneukirchenu v roce 1893 zřízen konzulát Spojených států, který zde fungoval až do roku 1916.  
V období vlády komunistických režimů soustředili východní Němci i Češi výrobu hudebních nástrojů do několika velkých národních podniků. Většina jich už dnes neexistuje. Podniky, jimž se podařilo přežít rozpad sovětského bloku, se přeměnily na malé až středně velké rodinné podniky.Řada těchto firem odkazuje na hudební kout jako na údolí Hudebních nástrojů nebo, poslední dobou, také jako na Musicon Valley.
V prosinci 2014 byla na Stálé konferenci ministrů školství a kultury spolkových zemí Spolkové republiky Německo výroba hudebních nástrojů ve fojtském Markneukirchenu a okolí oficiálně zařazena do celostátního registru nehmotného kulturního dědictví ve smyslu Prohlášení UNESCO o mistrovských dílech ústního a nehmotného dědictví lidstva

## Muzeum hudebních nástrojů
Historii výroby hudebních nástrojů ve Fojtsku připomíná Muzeum hudebních nástrojů v Markneukirchenu. V jeho prostorách je vystaveno asi 3000 hudebních nástrojů, které poskytují přehled o tradicích zdejší výroby nástrojů. Sbírku doplňuje řada rozličných nástrojů z Dálného východu, Orientu, Afriky a Jižní Ameriky, jež návštěvníkům umožňují nahlédnout do cizích hudebních kultur.